# Milan Fencl
Milan Fencl (14. srpna 1919 – 25. května 1983) byl český fotbalista, útočník. Po skončení aktivní kariéry se stal mezinárodním fotbalovým rozhodčím.

## Kariéra rozhodčího
V československé lize působil jako rozhodčí v letech 1957-1966. Řídil celkem 71 ligových utkání. Jako mezinárodní rozhodčí řídil v roce 1958-1964 sedm mezistátních utkání. V evropských pohárech řídil celkem 6 utkání (v Poháru mistrů evropských zemí 3 utkání, v Poháru vítězů pohárů 2 utkání a v Poháru UEFA 1 utkání).

## Fotbalová kariéra
V československé lize hrál za SK Plzeň. Dal 20 ligových gólů.

## Ligová bilance
| Ročník               | Zápasy | Góly | Klub     |
| -------------------- | ------ | ---- | -------- |
| Národní liga 1941/42 | -      | 9    | SK Plzeň |
| Národní liga 1942/43 | -      | 5    | SK Plzeň |
| Národní liga 1943/44 | -      | 6    | SK Plzeň |
| CELKEM 1. liga       | -      | 20   |          |